# Buathra dorsicarinata
Buathra dorsicarinata là một loài tò vò trong họ Ichneumonidae.